# Urartià
L'urartià o vannic són noms convencionals per a la llengua parlada pels habitants de l'antic regne d'Urartu, que estava localitzat a la regió del llac Van, amb la seva capital a prop del lloc que ocupa la ciutat moderna de Van, a l'altiplà d'Armènia, avui en dia la regió de l'Anatòlia oriental de Turquia. Probablement es parlava per la major part de la població al voltant del Llac Van i a les àrees al llarg de la part superior de la vall del Gran Zab.
Testimoniat a partir del segle ix aC, l'urartià va deixar de ser escrit després de la caiguda de l'estat urartià el 585 aC, i presumiblement va quedar extint a causa de la caiguda d'Urartu.
Ha d'haver estat substituït per una forma primerenca del protoarmeni, potser durant el període de domini de la Pèrsia aquemènida, tot i que no és fins al segle v quan apareixen els primers exemples d'armeni escrit.

## Classificació
L'urartià era una llengua ergativa i aglutinant, que no pertany ni a la família de llengües semítiques ni a la de llengües indoeuropees sinó a la família de llengües hurro-urartianes (el sol altre membre de la qual és l'hurrita). Sobreviu en moltes inscripcions a l'àrea del regne d'Urartu, escrites en l'escriptura cuneïforme assíria. Hi ha hagut arguments d'un alfabet autòcton separat de «jeroglífics urartians», però no sé n'ha trobat proves. L'urartià està estretament relacionat amb l'hurrita, una llengua una mica millor documentada i testimoniada per a un període anterior, i no encavalcat, entre aproximadament 2000 aC i 1200 aC (escrita per parlants nadius fins a almenys 1350 aC. Les dues llengües s'han d'haver desenvolupat força independentment a partir de 2000 aC. Encara que l'urartià no és una continuació directa de cap dels dialectes testimoniats de l'hurrita, la millor manera d'explicar moltes de les seves característiques és descriure-les com a desenvolupaments innovadors respecte a l'hurrita, tal com el coneixem del mil·lenni anterior. La proximitat és especialment certa per al dit dialecte hurrita antic, conegut sobretot per textos bilingües hurro-hitites. Ígor Diàkonov i altres han suggerit llaços entre les llengües hurro-urartianes i les llengües caucàsiques del nord-est.

## Desxiframent
L'investigador alemany Friedrich Eduard Schulz, que va descobrir les inscripcions urartianes a la regió del llac Van el 1826, va fer còpies de diverses inscripcions cuneïformes a Tushpa, però no va fer cap intent de desxiframent.
Després del desxiframent de l'assirià durant la dècada de 1850, els dibuixos de Schulz van convertir-se en la base per al desxiframent de llengua urartiana. Aviat va quedar clar que no estava relacionada amb cap altra llengua, i els intents de desxiframent basats en llengües conegudes a la regió van fallar. L'escriptura va ser finalment desxifrada el 1882 per A. H. Sayce. La més antiga d'aquestes inscripcions és del temps de Sarduri I d'Urartu, el títol del qual era «Rei dels quatre districtes»
El desxiframent sols va progressar després de la Segona Guerra Mundial, amb el descobriment de les inscripcions bilingües urartianes-assíries de Kelišin i Topzawä.
El 1963 es va publicar una gramàtica de l'urartià per part de Guiorgui Melikixvili en rus, amb una traducció a l'alemany el 1971. En la dècada de 1970, la relació genètica amb l'hurrita la va establir Ígor Diàkonov.

## Corpus

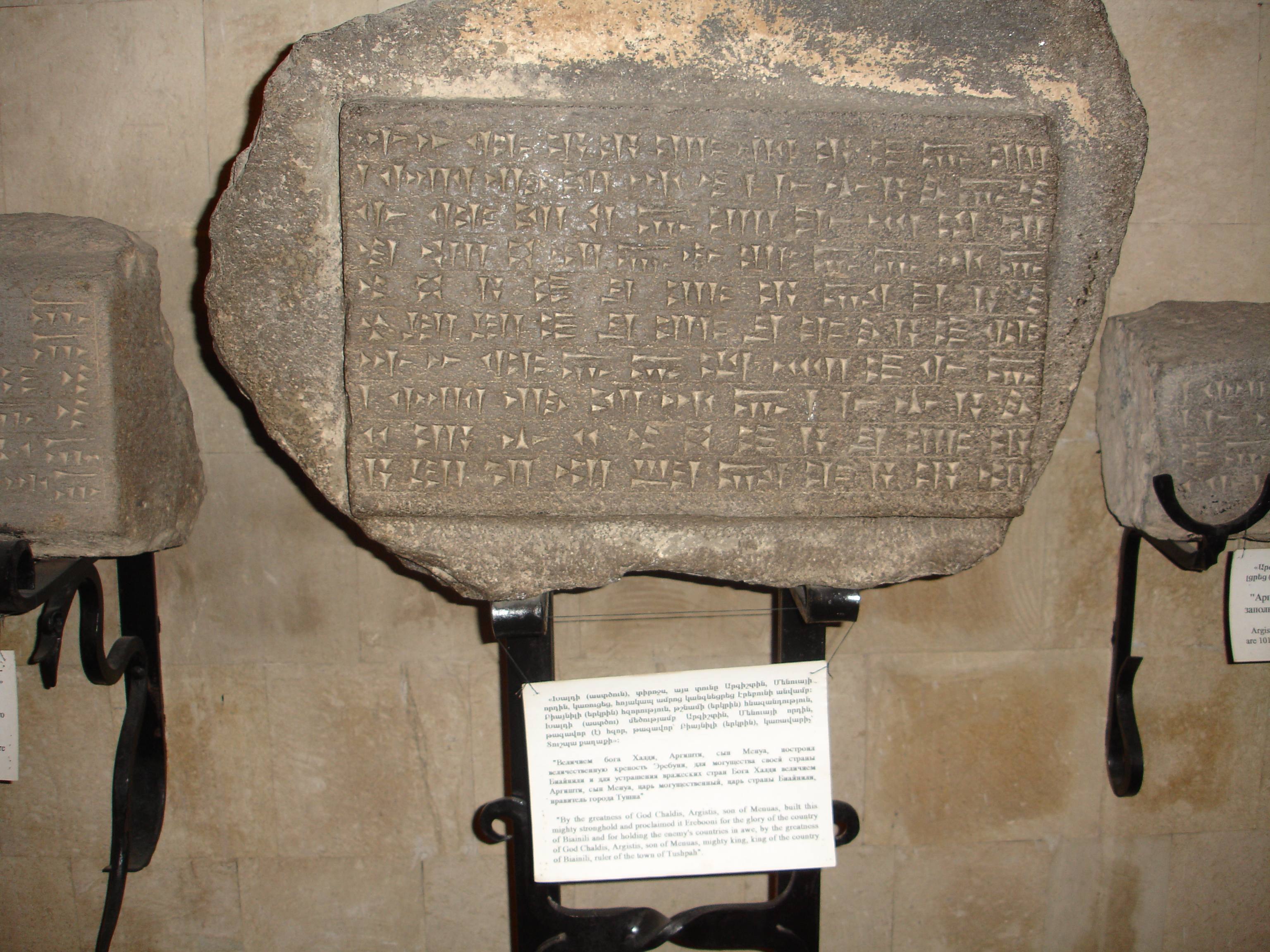
Inscripció urartiana cuneïforme en pedra exposada al Museu Erebuni d'Erevan. A la inscripció es pot llegir: «Per al deu Khaldi, el senyor, Argisti I d'Urartu, fill de Menua, va construir aquest temple i la poderosa fortalesa. El proclamo Irbuni (Erebuni) per a la glòria dels països de Biai (Urartu) i per a mantenir els països Lului (enemics) en el temor. Per a la grandesa del deu Khaldi, aquest és Arghisti, fill de Menua, el poderós rei, el rei dels països de Biai, governador de la ciutat de Tushpa

Els textos més antics testimoniats s'originen al regne de Sarduri II, des de finals del segle ix aC. i es van produir fins a la caiguda del regne d'Urartu aproximadament 200 anys després.
Aproximadament dues-centes inscripcions escrites en urartià, que van adoptar i modificar l'escriptura cuneïforme, han estat descoberts fins avui.

## Escriptura

### Cuneïforme
El cuneïforme urartià és una simplificació estàndard del cuneïforme neo-assiri. A diferència de l'assiri, cada signe sols expressa un únic valor de so. El signe gi (cuneïform: 𒄀) té la funció especial d'expressar un hiatus, per exemple u-gi-iš-ti per Uīšdi.
Una variant de l'escriptura amb falques que no se superposen es feia servir a les inscripcions en les roques.

### Jeroglífics
L'urartià també s'escrivia en poques ocasions amb els jeroglífics d'Anatòlia usats per la llengua luvi. Sols hi ha evidència sobre això a Altıntepe.
Hi ha suggeriments que a part de les inscripcions jeroglífiques del luvi, Urartu també tenia una escriptura jeroglífica nativa. El corpus d'inscripcions és massa escàs per donar suport a aquesta hipòtesi. És encara incert si els símbols en qüestió formen un sistema coherent d'escriptura, o simplement representen una multiplicitat d'expressions no coordinades de protoescriptura o dibuixos ad-hoc. El que es pot identificar amb una certa confiança són dos símbols o jeroglífics trobats a vaixells, representant certes unitats de mesura:  per aqarqi i  per ṭerusi. Això es coneix perquè alguns vaixells van ser etiquetats tant amb cuneïforme com amb aquests símbols.

## Fonologia
Urartià tenia almenys les consonants següents, transcrites convencionalment a sota:
Consonants oclusives labials: p, b

Consonants oclusives dentals: t, d, ṭ

Consonants oclusives velars: k, g, q

Sibilants: s, z, ṣ, š

Guturals: ʔ, ḫ

sonores: m, n, l, r
Hi havia també presumiblement les semivocals /w/ and /y/.
Com és habitual amb les llengües antigues, la naturalesa i pronunciació exactes de les consonants són incertes. Com mostra la taula, les oclusives i sibilants totes mostren una distinció de tres vies entre consonants sonores, sordes i emfàtiques, però no es pot determinar que era especial respecte al tercer grup de consonants, que es produïen amb els signes cuneïformes de l'accadi per a les emfàtiques semítiques. Potser eren consonants glotals o aspirades. És discutible la pronunciació de les sibilants, així com ho és per l'accadi; algunes potser eren africades.
L'escriptura distingeix les vocals a, e, i i u. No és clar si també hi havia una /o/. Poden haver hagut longituds de fonemes de les vocals, però no estan expressades consistentment en l'escriptura. No es manté al final de les paraules la distinció entre e i i, així que molts investigadors transcriuen la vocal gràficament vacil·lant com una neutra: ə, mentre que alguns preserven una vocal no reduïda (usualment opten per i). La forma completa de la vocal apareix quan s'afegeixen els sufixos a la paraula i la vocal no està més a l'última síl·laba: Argištə "Argišti" - Argištešə "per a Argišti (cas ergatiu)". Aquesta reducció vocàlica també suggereix que l'èmfasi estava generalment a la penúltima síl·laba.
Pel que fa a la morfofonologia, diverses combinacions de morfemes provoquen síncopes: * ar-it-u-mə → artumə, * zaditumə → zatumə, * ebani-ne-lə → ebanelə, * turul(e)yə → tul(e)yə.

## Morfologia

### Morfologia nominal
Els morfemes que poden trobar-se a un substantiu segueixen un ordre estricte: arrel - article- sufix possessiu - sufix de nombre i cas - sufixos rebuts a través de Suffixaufnahme.
Tots els substantius apareixen al final de l'anomenada vocal temàtica, les més freqüents són -i o -e, però -a i -u també apareixen. Poden també acabar en un sufix derivatiu. Alguns sufixos derivatius notables són -ḫə, que forem adjectius de pertinença (per exemple Abiliane-ḫə «de la tribu Abiliani», Argište-ḫə «fill de Argisti») i -šə, formant substantius abstractes (per exemple alsui-šə «grandesa», ardi-šə «ordre», arniu-šə «acció»).
Les formes de l'anomenat «article» són -nə (forma no reduïda -ne-) per al singular, -ne-lə per al plural en el cas absolutiu i -na- per a les altres formes del plural. Es poden descriure com sufixos «anafòrics» i poden comparar-se amb articles definits, tot i que el seu ús no sembla concordar sempre amb aquesta descripció exactament. A més sempre precedeixen obligatòriament els sufixos a través de Suffixaufnahme: per exemple Argište-šə Menua-ḫi-ne-šə «Argisti (ergatiu), fill de Menua (ergatiu)». La forma del plural també pot servir com un marcador general de plural en casos no absolutius: arniuši-na-nə «pels fets».
Els sufixos possessius, que estan ben documentats, són els que corresponen a la primera persona del singular -ukə (a formes no reduïdes a vegades -uka) i -i(yə) (a formes no reduídes a vegades -iya-): e.g. ebani-uka-nə «del meu país», ebani-yə «el seu país».
El plural s'expressa, sobretot, a través de l'ús de l'«article» plural (-ne-lə en el cas abolutio, -na- precedint el sufix de cas en els casos oblics), però alguns dels sufixos de cas també difereixen en forma entre el plural i el singular. Així doncs, s'indiquen més a baix separadament les versions separades el plural. La naturalesa dels casos absolutiu i ergatiu és semblant a altres llengües (s'ofereixen més detalls a la secció Sintaxi més a baix):
Absolutiu: sing. -Ø, plur. -lə

Ergatiu: -š(ə)

Genitiu: sing. -i, plur. -wə

Datiu: sing. -ə, plur. -wə

Directiu: sing. -edə, plur. (archaic) -š-tə

Comitatiu: -ranə

Ablatiu-instrumental: -nə

Ablatiu: sing. -danə, plur. -š-tanə

Locatiu: -a
Atès que les formes plurals «completes» també inclouen l'article plural definit, apareixen com -ne-lə, -na-šə, -na-wə, na-(e)də na-š-tə, etc..
Un fenomen típic de l'urartià és el Suffixaufnahme - un procés en el qual modificadors dependents del substantiu (incloent-hi els modificadors del cas genitiu) concorden amb el substantiu principal absorbent els sufixos de cas. Els sufixos copiats han d'estar precedits per l'article (també concordant amb el principal). Exemples: Ḫaldi-i-na-wə šešti-na-wə «pels portals (datiu) de [deu] Haldi (datiu)», Argište-šə Menua-ḫi-ne-šə «Argišti (ergatiu), fill de menua Menua (ergatiu)».
Els substantius personals coneguts són els de la primera i tercera persona del plural. La primera persona del singular té dues formes diferents per al cas absolutiu: ištidə com a cas absolutiu d'un verb intransitiu, i šukə com l'objecte absolutiu d'un verb transitiu. La forma ergativa és iešə. Jutjant per les correspondències amb l'hurrita, šu- hauria de ser la base per a les formes «regulars» de cas. Un sufix de cas datiu enclític per a la primera persona del plural es documenta com -mə.
La tercera persona del singular té la forma absolutiva manə.
Pel que fa a pronoms possessius, al marge dels sufixos possessius (primera persona singular -uka- i tercera singular -iya) que es van proposar més a dalt, l'urartià també fa servir els adjectius possessiu format pel sufix -(u)sə: primer persona sintular šusə, tercera singular masə.
Les codificacions dels participants ergatius i absolutius a una acció de verb es tracten a la secció de Morfologia verbal més a baix.
Els pronoms demostratius són i-nə (base de plural i-, seguit per formes d'article i cas) i ina-nə (base de pluarl ina-, seguit de formes d'article i plural). Un pronom relatiu és alə.

### Morfologia verbal
Sols es coneix parcialment el paradigma del verb. Tal com passa amb el substantiu, els morfemes que pot contenir un verb venen en una certa seqüència que es pot formalitzar com una «cadena de verb»: arrel - complements de l'arrel (de significat incert) --sufix ergatiu de la tercera persona del plural - marcadors de valència transitiu/intransitiu - altres sufixos de persona (expressant majorment el subjecte/objecte absolutiu). No és clar com s’assenyalava el temps o l'aspecte.
Els marcadors de valència són -a-00 (rarament -i-) per la intransitivitat i -u- per a la transitivitat: per exemple nun-a-də «jo vaig venir» contra šidišt-u-nə «ell va construir». Un verb que és generalment transitiu pot convertir-se en intransitiu amb el sufix -ul-, abans del marcador d'intransitivitat: aš-ul-a-bə «estava ocupat» (contra aš-u-bə «I put in [a garrison]»).
Els sufixos de persona expressen les persones del subjecte/objecte absolutiu i el subjecte ergatiu. Quan ambdós d'aquests estan presents, un sufix únic pot expressa una combinació única de persones. Els acabaments que s'han documentat són com segueix (l'el·lipsi marca el lloc de la vocal de valència):
Verbs intransitius:

1st persona singular: -də

3rd persona singular: -bə

3rd persona plural: -lə

Verbs transitius:

1a persona singular (ergatiu) - 3a persona singular (absolutiu): -bə

1a persona singular (ergatiu) - 3a persona plural (absolutiu): -bə / -lə

3a persona singular (ergatiu) - 3a persona singular (absolutiu): -nə 

3a persona singular (ergatiu) - 3a persona plural (absolutiu): -a-lə

3a persona plural (ergatiu) - 3a persona singular (absolutiu): -it-…-nə 

3a persona plural (ergatiu) - 3a persona plural (absolutiu): -it-…-lə
Exemples: ušt-a-də «jo marxava quart»; nun-a-bə «el va venir»; aš-u-bə «jo el vaig posar»; šidišt-u-nə «ell ho va construir»; ar-u-mə «ell m'ho va donar», kuy-it-u-nə «ells ho van dedicar».
Com mostra el paradigma, els sufixos de persona afegits després de la vocal de valència expressen majorment la persona del subjecte/objecte absolutiu, tant en verbs intransitius com transitius. Tot i així, el panorama es complica pel fet que la tercera persona singular absolutiu s'expressa amb un sufix diferent dependent de si el subjecte ergatius està en la primera o tercera persona. Un detall addicional és que si s'afegeix el sufix datiu de la primera persona del singular -mə, s'elimina el sufix de la tercera persona singular absolutiu -nə. També s'hauria de notar que està present la codificació de la persona del subjecte/objecte absolutiu, tot i que es menciona explícitament a la frase: per exemple, argište-šə inə arə šu-nə «Argisti va establir(-lo) aquest graner». Un verb excepcional és man-, «ésser», ja que té una vocal de valència transitiva, i no agafa cap sufix absolutiu per a la tercera persona del singular:man-u «it was» contra man-u-lə «they were».
El imperatiu es forma per l'addició del sufix -ə a l'arrel: per exemple ar-ə «dona!». El jussiu o tercera persona de l'imperatiu es forma per l'addició del sufix -in al lloc de la vocal de valència, mentre que les persones es marquen de la forma habitual, seguint a la vocal d'epèntesi -[i]-: per exemple ar-in-[i]-nə «que ell ho doni», ḫa-it-in-nə «que ell ho afafin». El sufix de mode -l- afegit entre la vocal de valència i els sufixos de persona, participa en la construcció de diverses formes de mode. Una forma de mode optatiu, també usat regularment en frases introduïdes amb ašə «quan», es construeix per -l- seguit de -ə (-i en la forma no reduïda) - el següent sufix de persona absolutiu és opcional, i el subjecte ergatiu no sembla assenyalar-se en absolut: per exemple qapqar-u-l-i-nə «jo volia assetjar-la [la ciutat]», urp-u-l-i-nə o urp-u-l-ə «ell assassinarà». Un condicional s'expressa per una forma gràficament semblant, que és, malgrat això, interpretada per Wilhelm (2008) com -l- seguida per -(e)yə:. Un exemple del seu ús és alu-šə tu-l-(e)yə «qui sigui qui ho destrueixi». Finalment, un desideratiu, que pot expressar el desig de tant el parlant com l'agent, s'expressa per -l- seguir per un sufix -anə; addicionalment, el marcador de valència és reemplaçat per -i-: per exemple ard-i-l-anə «Jo vull que ell doni …», ḫa-i-l-anə «Vol prendre/conquerir …».
La negació s'expressa per la partícula ui, precedint al verb. Una partícula prohibitiva, també precedint el verb, és mi. La partícula mi és també la conjunció «però» mentre que e'ə és «i (també)», i unə és «o».
Els participis dels verbs intransitius es formen amb el sufix -urə, afegit a l'arrel, i tenen un significat actiu (per exemple ušt-u-rə «que ha marxat quart»). Els participis dels verbs transitius es formen amb el sufix -aurə, i tenen un significat passiu (per exemple šidaurə «que es construeix»). És possible que -umə és el final d'un infinitiu o un substantiu verbal, tot i que no és enterament clar.

## Sintaxi
L'urartià és una llengua ergativa, cosa que significa que el subjecte d'un verb intransitiu i l'objecte directe d'un verb transitiu s'expressen idènticament, amb l'anomenat cas absolutiu, mentre que el subjecte d'un verb transitiu s'expressa amb un cas ergatiu especial, per exemple: Argištə nun-a-bi «Argisti va venir» contra Argište-šə arə šu-nə «Argisti va establir un graner». Dins del nombre limitat de formes conegudes, no es coneixen excepcions al patró ergatiu.
L'ordre de les oracions és en general amb el verb al final, i, més específicament, subjecte-objecte-verb (on S es refereix a l'agent ergatiu), però la regla no és rígida i es recol·loquen ocacionalment els components per a propòsits d'expressivitat. Per exemple, es posen sovint primer els noms dels déus, tot i que estan en casos oblics: Ḫaldi-ə ewri-ə inə E₂ Argište-šə Menuaḫini-šə šidišt-u-nə «Per a Haldi el senyor Argisti, fill de Menua, va construir aquest temple.» Els verbs es poden posar a l'inici de l'oració en narracions vívides: ušt-a-də Mana-idə ebanə at-u-bə «Perquè jo vaig marxar cap a Mana, i vaig consumir el país.» El modificadors nominals generalment segueixen als seus caps (erelə tarayə «great king»), però els pronoms deíctics com ara inə 
els precedeixen, i els genitius poden precedir-los o seguir-los. L'urartià generalment usa postposicions (per exemple ed(i)-i-nə «per a», ed(i)-i-a - ambdós formes originals de cas d'edi «persona, cos» - pei «sota», etc..) que governen cers casos (sovint ablatiu-instrumental). Hi ha sola una proposició documentada, parə «cap a». Les frases subordinades s'introdueixen per particles com ara iu «quan», ašə «quan», alə «això que».

## Mostra de la llengua
La mostra de sota és de la inscripció 372 per Menua, fill d'Ispuini, basat en el corpus de G. A. Melikixvili d'inscripcions cuneïformes urartianes
Per a cada oració, es dona la transliteració en itàlica, la transcripció morfològica en negreta i la traducció en tipus de lletra normal.
1. dḫal-di-ni-ni uš-ma-ši-ni DIŠme-nu-a-še DIŠiš-pu-u-i-ni-ḫi-ni-še dḫal-di-ni-li KÁ (3) ši-di-íš-tú-a-li
Ḫaldi=ni=nə ušma=ši=nə Menua=šə Išpuini=ḫi=ni=šə Ḫaldi=ni=lə KÁ šidišt=u=alə.
«Pel poder de Haldi, Menua, fill de Ishpuini, va construir les portes de Haldi.»
2. URUa-lu-di-ri-i-e (4) É.GAL ši-di-iš-tú-ni ba-du-si-e
Aludiri=ə É.GAL šidišt=u=nə badusi=y=ə.
«Per (la ciutat de) Aludiri ell va construir una fortalesa per a la seva perfecció (?).»
3. dḫal-di-ni-ni uš-ma-ši-ni dḫal-di-ni-ni ba-a-u-ši-ni DIŠme-nu-a-ni DIŠiš-pu-ú-i-ni-e-ḫé i-ú LÚa-te-i-ni e-si na-ḫa-a-be KURša-ti-ru-ú-ni du-ur-ba-i-e ma-nu
Ḫaldi=ni=nə ušma=ši=nə Ḫaldi=ni=nə bau=ši=nə Menua=nə Išpuini=ḫə iu ate=y=n(ə)=ə esi=ə naḫ=a=bə, Šatiru=nə durbayə man=u.
«Quan, pel poder de Haldi i el comandament de Haldi, Menu, fill d'Ispuini, va ascendir al lloc del seu pare (o sigui el tro), (el país de) Šatiru estva en rebel·lió.»
4. ḫal-di-ni uš-ta-a-be ma-si-ni šu-ri-e ka-ru-ni URUḫu-ra-di-na-ku-ú-ni ka-ru-ni URUgi-di-ma-ru-ú-ni ka-ru-ni KURša-ti-ru-ú-i KURe-ba-a-ni dḫal-di-ni ku-ru-ni dḫal-di-ni-e šu-ri-i ku-ru-ni 
Ḫaldi=nə ušt=a=bə masi=nə šuri=ə, kar=u=nə Ḫuradinaku=nə, kar=u=nə Gidimaru=nə, kar=u=nə Šatiru=yə ebanə. Ḫaldi=nə kurunə, Ḫaldi-ni-yə šuri kurunə.
«Haldi va marxar quart amb la seva arma(?), va conquerir Huradinaku, va conquerir Gidimaru, va conquerir el país de Shatiru. Haldi era poderós, l'arma(?) de Haldi és poderosa.
…
5. ḫa-ú-ni URUḫu-ra-di-na-ku-ú-ni URUgi-di-ma-ru-ú-ni ḫa-ú-ni KURša-ti-ru-ú-i KURe-ba-a-ni-i URUtar-zu-ʼa-a-na-a-na-ni
Ḫa=u=nə Ḫuradinaku=nə, Gidimaru=nə, ḫa=u=nə Šatiru=yə eban=i=yə Tarzuana-nə. 
«Ell (Menua) va capturar (les ciutats de) Huardinaku, Gidimaru, Tarzuana del país de Shatiru.»
6. ku-ṭu-ni pa-ri KURbu-uš-tú-ú-e pa-ri KURma-al-ma-li-i-e
Kuṭ=u=nə parə Buštu=ə, parə Malmali=ə.
«Va arribar fins a (la ciutat de) Buštu, fins a (la ciutat de) Malmali."
7. URUḫu-ra-di-na-ku-ú-ni ... a-ru-ni-e dḫal-di-še DIŠme-i-nu-ú-a DIŠiš-pu-u-i-ni-e-ḫi-ni-e
Ḫuradinaku=nə … ar=u=nə Ḫaldi=šə Menua=ə Išpuini=ḫi=ni=ə.
«Haldi va donar (la ciutat de) Huradinaku a Menua, fill de Ispuini.»